# Falkenstein (Bawaria)
Falkenstein – gmina targowa w Niemczech, w kraju związkowym Bawaria, w rejencji Górny Palatynat, w regionie Ratyzbona, w powiecie Cham, siedziba wspólnoty administracyjnej Falkenstein. Leży w Lesie Bawarskim, około 18 km na południowy zachód od Cham.

## Polityka
Wójtem od 2005 jest Thomas Dengler (CSU). Rada gminy składa się z 16 członków:
- CSU 6 miejsc
- SPD 2 miejsca
- WG Arrach 3 miejsca
- FCW 3 miejsca
- WG Au 2 miejsca

## Zabytki i atrakcje
- zamek Falkenstein
- ogrody zamkowe
- stara lokomotywownia

## Współpraca
Miejscowości partnerskie:
- Falkenstein, Austria
- Falkenstein, Nadrenia-Palatynat
- Falkenstein/Vogtl., Saksonia